# Lithacodia substellata
Lithacodia substellata är en fjärilsart som beskrevs av Dyar 1918. Lithacodia substellata ingår i släktet Lithacodia och familjen nattflyn. Inga underarter finns listade i Catalogue of Life.